# Agnibesa recurvilineata
Agnibesa recurvilineata är en fjärilsart som beskrevs av Moore 1888. Agnibesa recurvilineata ingår i släktet Agnibesa och familjen mätare. Inga underarter finns listade i Catalogue of Life.